# Linia kolejowa 136 Komárno – Kolárovo
Linia kolejowa nr 136 Komárno – Kolárovo – linia kolejowa na Słowacji o długości 26 km, łącząca miejscowości Komárno i Kolárovo. Jest to linia jednotorowa i niezelektryfikowana.